# Öfjärden
Öfjärden är en sjö i Örnsköldsviks kommun i Ångermanland och ingår i Idbyån-Moälvens kustområde. Sjön är 4,5 meter djup, har en yta på 0,613 kvadratkilometer och befinner sig 0 meter över havet. Sjön avvattnas av vattendraget Strömsån (Lidån). Vid provfiske har bland annat abborre, braxen, gers och gädda fångats i sjön.

## Delavrinningsområde
Öfjärden ingår i det delavrinningsområde (702488-165074) som SMHI kallar för Utloppet av Öfjärden. Medelhöjden är 22 meter över havet och ytan är 2,58 kvadratkilometer. Räknas de 13 avrinningsområdena uppströms in blir den ackumulerade arean 124,35 kvadratkilometer. Avrinningsområdets utflöde Strömsån (Lidån) mynnar i havet. Avrinningsområdet består mestadels av skog (26 procent), öppen mark (19 procent) och jordbruk (33 procent). Avrinningsområdet har 0,56 kvadratkilometer vattenytor vilket ger det en sjöprocent på 21,5 procent.

## Fisk
Vid provfiske har följande fisk fångats i sjön:
- Abborre
- Braxen
- Gärs
- Gädda
- Mört